# Bèo nhọn
Bèo nhọn (danh pháp khoa học: Lemna tenera) là một loài thực vật có hoa trong họ Ráy (Araceae). Loài này được Kurz mô tả khoa học đầu tiên năm 1871.